# Zlín Z-25 Sohaj

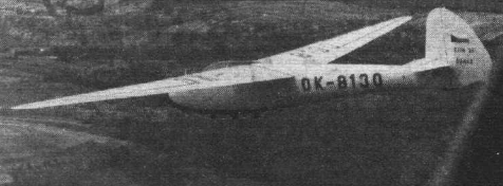
Zlín Z-25 Sohaj

De Zlín Z-25 Sohaj is een Tsjechoslowaaks hoogdekker zweefvliegtuig gebouwd door Moravan.

## Specificaties
- Bemanning: 1, de piloot
- Lengte: 7,15 m
- Spanwijdte: 15,00 m
- Vleugeloppervlak: 14 m2
- Leeggewicht: 182 kg
- Startgewicht: 272 kg
- Maximumsnelheid: 215 km/h